# Portaerei di scorta

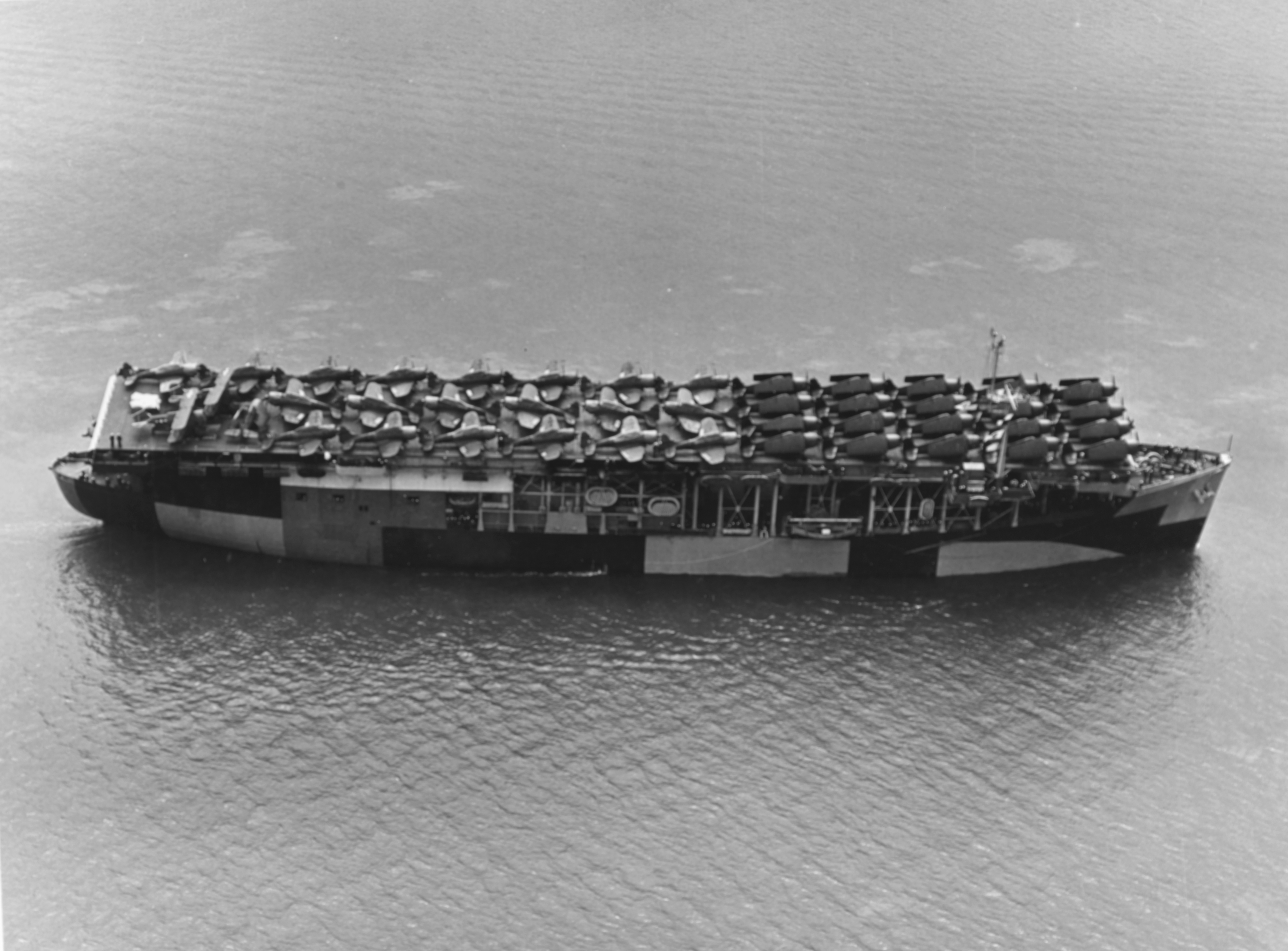
La portaerei di scorta, della

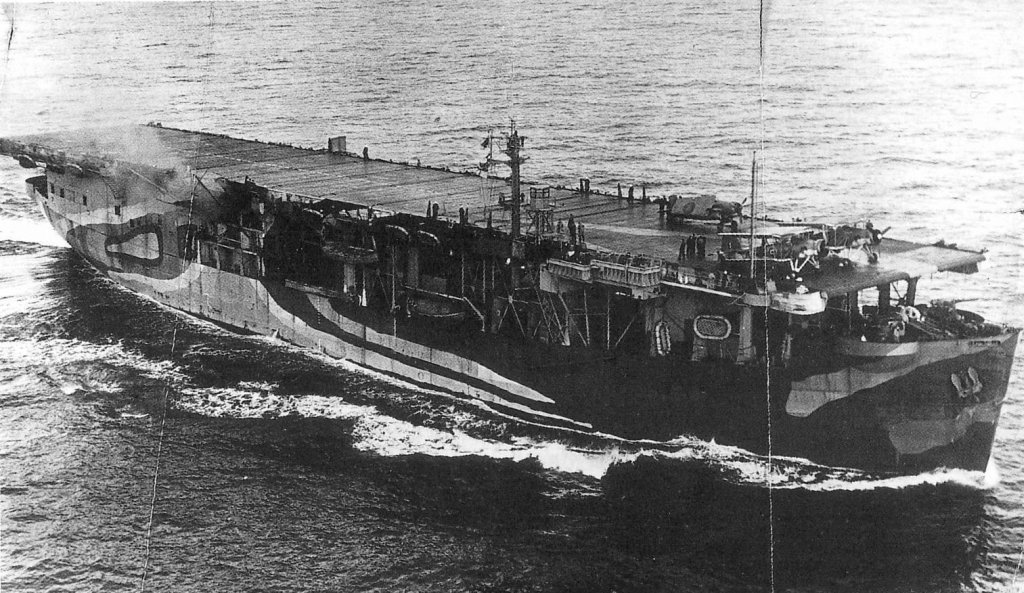
La portaerei di scorta, della

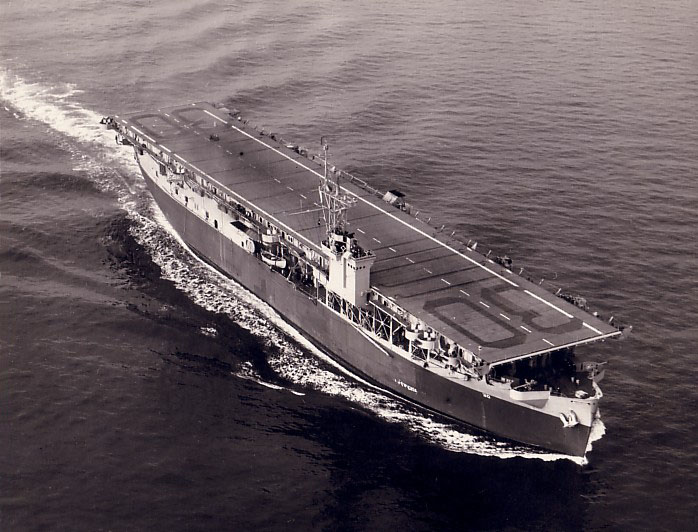
La portaerei di scorta, della

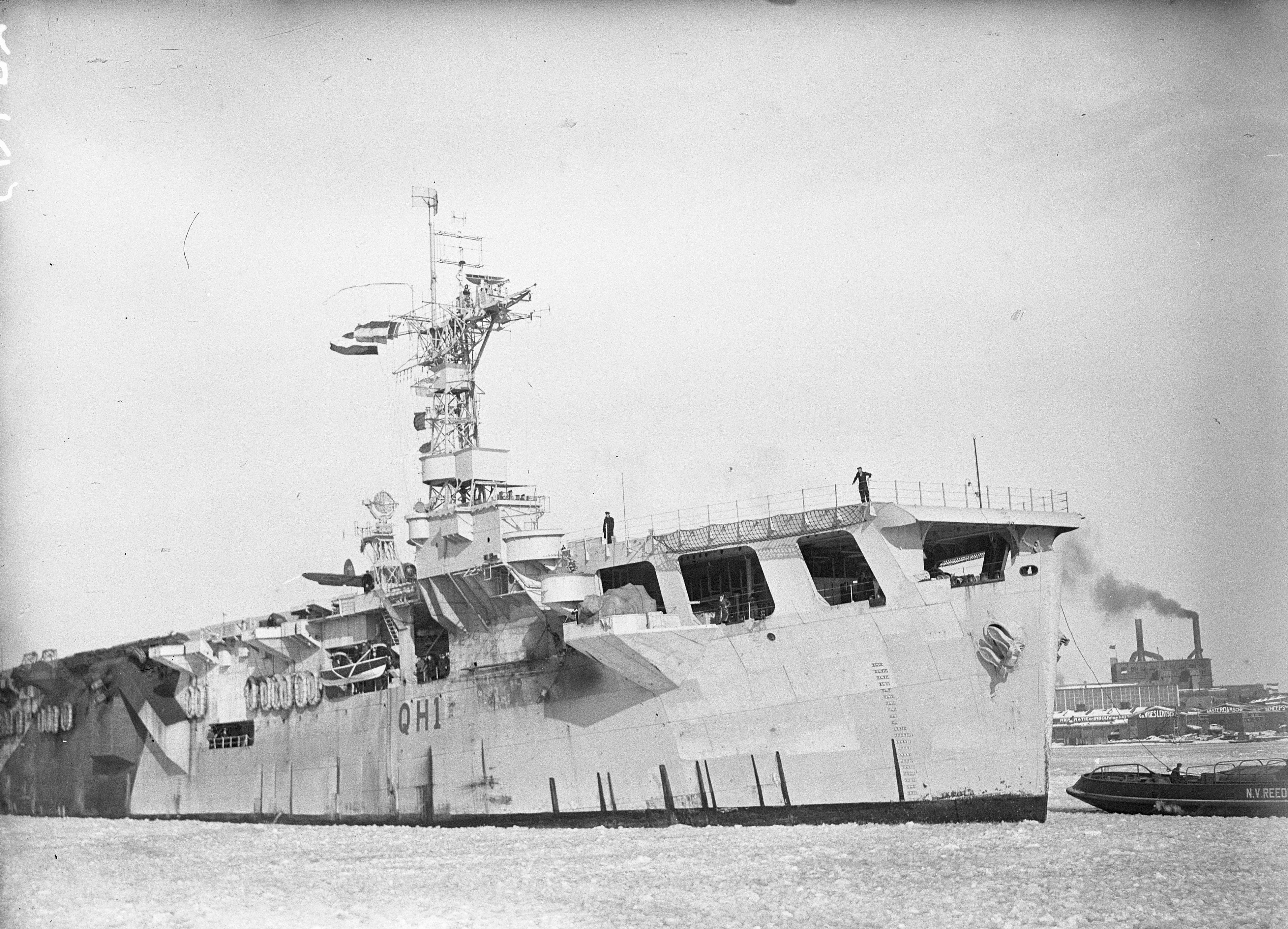
La portaerei di scorta, ex, della

La portaerei di scorta – in lingua inglese escort carrier, detta anche jeep carrier – era una nave da guerra il cui ruolo principale era il trasporto in zona di operazioni, lancio e recupero di aeroplani, agendo in effetti come una base aerea capace di muoversi in mare.
Più piccole e lente delle portaerei ne conservavano l'aspetto e le caratteristiche generali permettendo, oltre che operare con una minore quantità di velivoli imbarcati ed una conseguente minore capacità bellica, di effettuare trasporti di velivoli ed attrezzature destinate ad altre unità navali o basi terrestri.
Utilizzate principalmente durante la seconda guerra mondiale dalle marine militari statunitense (United States Navy), britannica (Royal Navy) e dalla Marina imperiale giapponese, hanno avuto un periodo operativo in quell'ambito bellico ed al giorno d'oggi non esistono più unità operative di questo tipo.
L' hull classification symbol della US Navy era CVE e la numerazione era separata da quella delle altre portaerei (CV e CVL) che erano nella stessa sequenza. La prima portaerei di scorta statunitense fu la USS Long Island (CVE-1), ottenuta dalla conversione di un mercantile del tipo "Type C3-class ship", la sua nave gemella fu la britannica HMS Archer (D78), entrambe appartenevano alla classe Long Island.

## Storia

### Seconda guerra mondiale
L'approssimarsi della minaccia legata allo scoppio della seconda guerra mondiale suggerì al governo statunitense la necessità di integrare la propria flotta di portaerei "convenzionali" con una serie di unità che avessero come caratteristica minori dimensioni per poter essere anche più facilmente e velocemente prodotte in caso di bisogno. Le grandi unità infatti avrebbero dovuto da sole sostenere lo sforzo bellico principale e quindi essere impiegate in alcune aree strategiche importanti, per cui missioni di minore importanza dovevano necessariamente essere demandate ad altre unità.
La prima portaerei destinata a questo ruolo fu la Long Island, una portaerei leggera ricavata da un'unità mercantile modificata in fase di costruzione. Entrata in servizio nella United States Navy nel giugno 1941, venne assegnata al compito di scortare altre unità fornendo ad esse il supporto di difesa aerea che altrimenti non sarebbe stato presente. All'unità venne assegnato l'Hull classification symbol CVE-1 (da Carrier Vessel Escort) e pur essendo l'unica unità della sua classe ("Type C3-class ship") diede origine a numerose unità dello stesso tipo incluse in tre nuove classi: classe Avenger (portaerei)/classe Charger, classe Bogue/classe Attacker e classe Bogue/classe Ruler, tutte dal dislocamento di progetto a pieno carico di 16 620 long ton (18 610 short ton; 16 890 t).
La classe Avenger (portaerei) si componeva di 4 unità, le prime tre furono cedute alla Royal Navy; la US Navy tenne l'ultima unità, la Charger (per questo motivo la classe negli USA è conosciuta anche come classe Charger).
La classe Bogue era composta da due gruppi: un primo gruppo (di 21 navi) delle quali 11 furono date in prestito alla Royal Navy (dove divennero la classe Attacker) e un secondo gruppo (di 24 navi) delle quali 23 date in prestito alla Royal Navy (dove divennero la classe Ruler o Ameer); l'unica unità del secondo gruppo a rimanere nella US Navy fu la Prince William, nave capoclasse del secondo gruppo, che è anche chiamato classe Pince William.
Dalle navi mercantili del tipo "Type S4 ship" discende la classe Casablanca (dal dislocamento di circa 10 902 long ton (12 210 short ton; 11 077 t)) e dalle petroliere del tipo "T3 tanker" discendono la classe Sangamon e la classe Commencement Bay (dal dislocamento a pieno carico rispettivamente di 23 875 long ton (26 740 short ton; 24 258 t) e di 21 397 long ton (23 965 short ton; 21 740 t)).

### Dopoguerra
Benché sia sostanzialmente corretto affermare che le portaerei da scorta siano da attribuire alle marine delle nazioni già citate, al termine del conflitto alcune unità vennero acquistate da alcune marine militari. La HMS Biter venne ceduta in prestito alla Francia prestando servizio nella Marine nationale con la nuova designazione Dixmude dal 1945 al 1966, per poi essere restituita agli Stati Uniti. La HMS Nairana (D05) (classe Nairana), ex Royal Navy, venne ceduta in prestito ai Paesi Bassi prestando servizio nella Koninklijke Marine con la nuova designazione HNLMS Karel Doorman (QH1) dal 1946 al 1948, per poi essere restituita al Regno Unito.

## Unità
L'elenco seguente comprende le portaerei di scorta classificate come tali nelle marine militari che le impiegavano; nell'elenco non sono ricomprese le portaerei leggere, le navi anfibie, le portaelicotteri o le altre portaeromobili.
| Marina                      | Classe / Nave                 | N. unità | Note                                                                |
| --------------------------- | ----------------------------- | -------- | ------------------------------------------------------------------- |
| Royal Canadian Navy         | classe Ameer                  | 2        | Nabob e Puncher della Royal Navy (classe Ruler)                     |
| Marine nationale            | Dixmude                       | 1        | trasferita dalla Royal Navy (classe Avenger)                        |
| Koninklijke Marine          | HNLMS Karel Doorman (QH1)     | 1        | trasferita dalla Royal Navy (classe Nairana)                        |
| Marina imperiale giapponese | classe Taiyo                  | 3        |                                                                     |
| Marina imperiale giapponese | Kaiyo                         | 1        |                                                                     |
| Marina imperiale giapponese | Shinyo                        | 1        |                                                                     |
| Marina imperiale giapponese | Shimane Maru                  | 1        |                                                                     |
| Dai-Nippon Teikoku Rikugun  | Akitsu Maru                   | 1        |                                                                     |
| Dai-Nippon Teikoku Rikugun  | Yamashio Maru                 | 1        |                                                                     |
| Dai-Nippon Teikoku Rikugun  | Kumano Maru                   | 1        |                                                                     |
| Royal Navy                  | HMS Audacity (D10)            | 1        |                                                                     |
| Royal Navy                  | HMS Archer (D78)              | 1        | classe Long Island                                                  |
| Royal Navy                  | classe Avenger                | 3        | 1 poi in servizio nella Marine nationale (Dixmude)                  |
| Royal Navy                  | classe Attacker               | 11       | classe Bogue primo gruppo, restituite poi alla US Navy              |
| Royal Navy                  | classe Ruler (o Ameer)        | 23       | classe Bogue secondo gruppo, restituite poi alla US Navy            |
| Royal Navy                  | HMS Activity (D94)            | 1        |                                                                     |
| Royal Navy                  | classe Nairana                | 3        | 1 poi in servizio nella Koninklijke Marine (Karel Doorman)          |
| Royal Navy                  | HMS Pretoria Castle (F61)     | 1        |                                                                     |
| U.S. Navy                   | USS Long Island (CVE-1)       | 1        | classe Long Island                                                  |
| U.S. Navy                   | USS Charger (CVE-30)          | 1        | classe Avenger, +3 in prestito alla Royal Navy                      |
| U.S. Navy                   | classe Bogue (primo gruppo)   | 21       | 11 trasferite alla Royal Navy, 10 nella US Navy                     |
| U.S. Navy                   | classe Bogue (secondo gruppo) | 24       | 23 trasferite alla Royal Navy, solo la Prince William nella US Navy |
| U.S. Navy                   | classe Sangamon               | 4        |                                                                     |
| U.S. Navy                   | classe Casablanca             | 50       |                                                                     |
| U.S. Navy                   | classe Commencement Bay       | 19       |                                                                     |